# Мопу, Рене Николя де
Рене Никола де Мопу́ (фр. René Nicolas de Maupeou; 25 февраля 1714 года, Монпелье — 29 июля 1792 года, Тюи), полное имя Рене́ Никола́ Шарль Огюсте́н де Мопу́, маркиз де Морангль и де Бюлли, виконт де Брюйер-ле-Шатель (René Nicolas Charles Augustin de Maupeou, marquis de Morangles et de Bully, vicomte de Bruyères-sur-Oise) — французский политический и судебный деятель; канцлер (глава судебного ведомства) и хранитель печатей (назначен Людовиком XV, 1768—1774). Фактически   первый министр Франции (1770—1774).
Проводил политику укрепления власти короля и ограничения прав парламентов. В 1770—1774 годах провел судебную реформу.
Король Людовик XVI вскоре после занятия престола в 1774 году отправил Мопу в отставку. Этому решению способствовали настоятельные рекомендации министра Морепа, а также отсутствие личной симпатии к канцлеру, которого 20-летний король считал вызывающе надменным. Таким образом, 24 августа 1774 года королевская печать была изъята у Мопу, и король согласился восстановить парламенты на старых основах.
Мопу удалился в свои поместья в Нормандии. Формально сохранил должность канцлера до 1790 г., став последним канцлером Старого режима.
Сын Рене Шарля де Мопу, первого президента парижского парламента, канцлера Франции и хранителя королевских печатей.